# Milarita
La milarita és un mineral de la classe dels ciclosilicats, i dins d'aquesta pertany a l'anomenat “grup de l'osumilita”. Va ser descoberta l'any 1870 a Val Milà, al municipi de Tujetsch, del cantó dels Grisons (Suïssa), sent nomenada així per la localitat on es va trobar.

## Característiques químiques
És un ciclosilicat del tipus aluminosilicat de beril·li, amb potassi i calci, hidratat. Com tots els de el grup de l'osumilita la seva estructura molecular és d'anells dobles de sis tetraedres de sílice.
A més dels elements de la seva fórmula, sol portar com a impuresa l'element sodi.
La milarita té la fórmula química KCa₂(Be₂AlSi₁₂)O30·xH₂O

## Formació i jaciments
Apareix en roques pegmatites de tipus granític. S'ha trobat en materials alpins en vetes d'alteració hidrotermal de baixa temperatura; també en roques aplites i sienites.
Sol trobar-se associat a altres minerals com: ortosa, albita, fluorita, beril, fenaksita, bertrandita, bavenita, minasgeraisita-(I), quars, calcita, moscovita o clorita.